# Elliptisatievermoeden van Thurston
William Thurstons elliptisatievermoeden stelt dat een gesloten 3-variëteit met een eindige fundamentaalgroep sferisch is, dat wil zeggen dat deze 3-variëteit een Riemann-metriek met een constante positieve sectiekromming heeft. Een 3-variëteit met een dergelijke metriek wordt overdekt door de 3-sfeer, bovendien zijn de groepen van overdekkende transformaties isometrieën van de 3-sfeer. 
Dit betekent dat als de originele 3-variëteit in feite een triviale fundamentaalgroep heeft, het dan homeomorf naar de 3-sfeer is (via de overdekkende afbeelding). Het elliptisatievermoeden is een speciaal geval van het vermeetkundigingsvermoeden van Thurston, dat in 2003 door Grigori Perelman werd bewezen. Met dit bewijs was tevens het vermoeden van Poincaré bewezen, dit omdat het elliptisatievermoeden van Thurston logisch equivalent is aan twee eenvoudigere vermoedens: het vermoeden van Poincaré en het sferische ruimtevormvermoeden.